# Hada plebeja
Hada plebeja là một loài bướm đêm thuộc họ Noctuidae. Loài này có ở châu Âu.
Sải cánh dài 30–35 mm. Chiều dài cánh trước là 14–17 mm. Con trưởng thành bay từ đầu tháng 6 đến đầu tháng 7.
Ấu trùng ăn Smooth Hawksbeard, Hieracium pilosella và Alfalfa.

## Hình ảnh

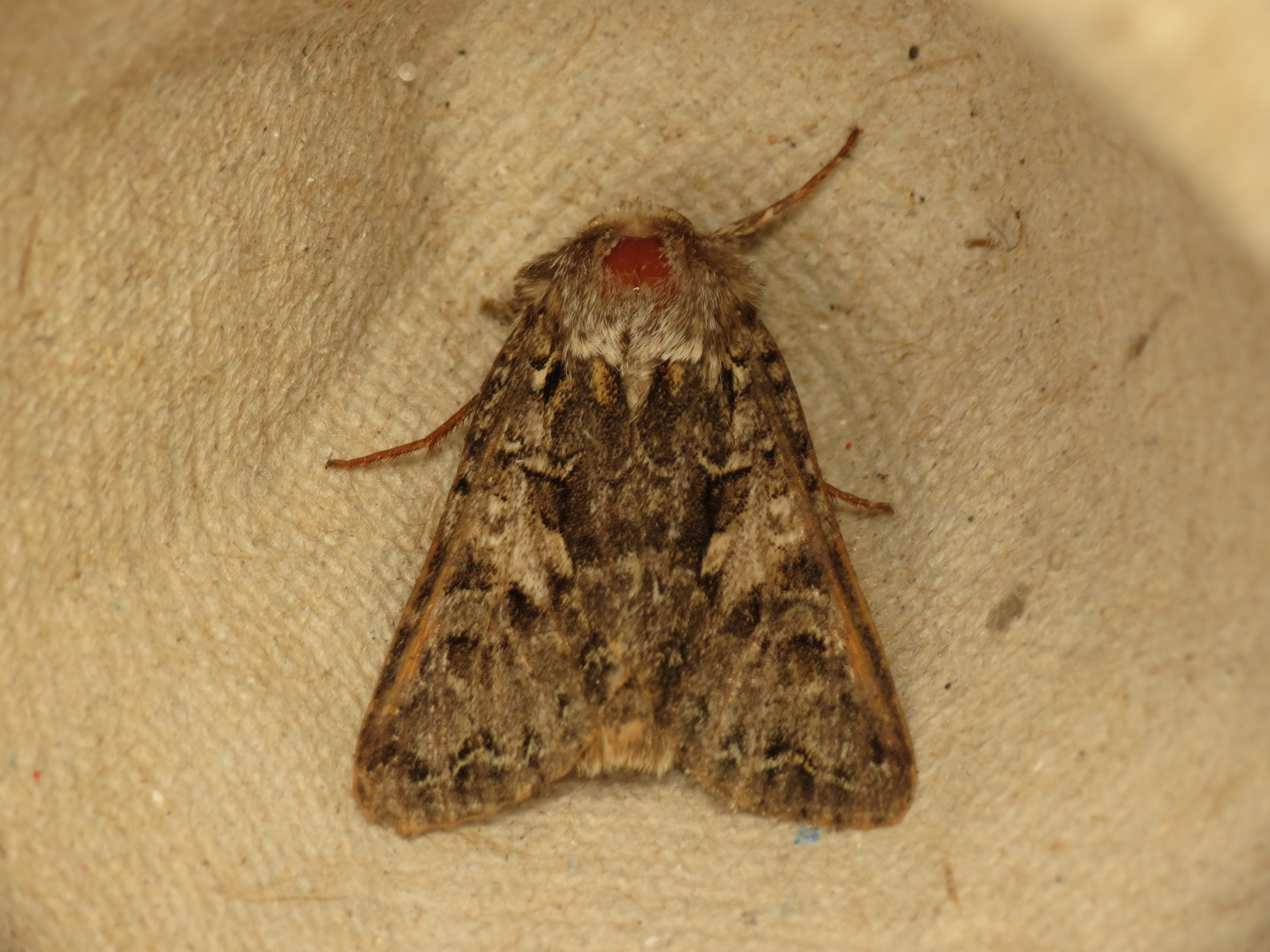
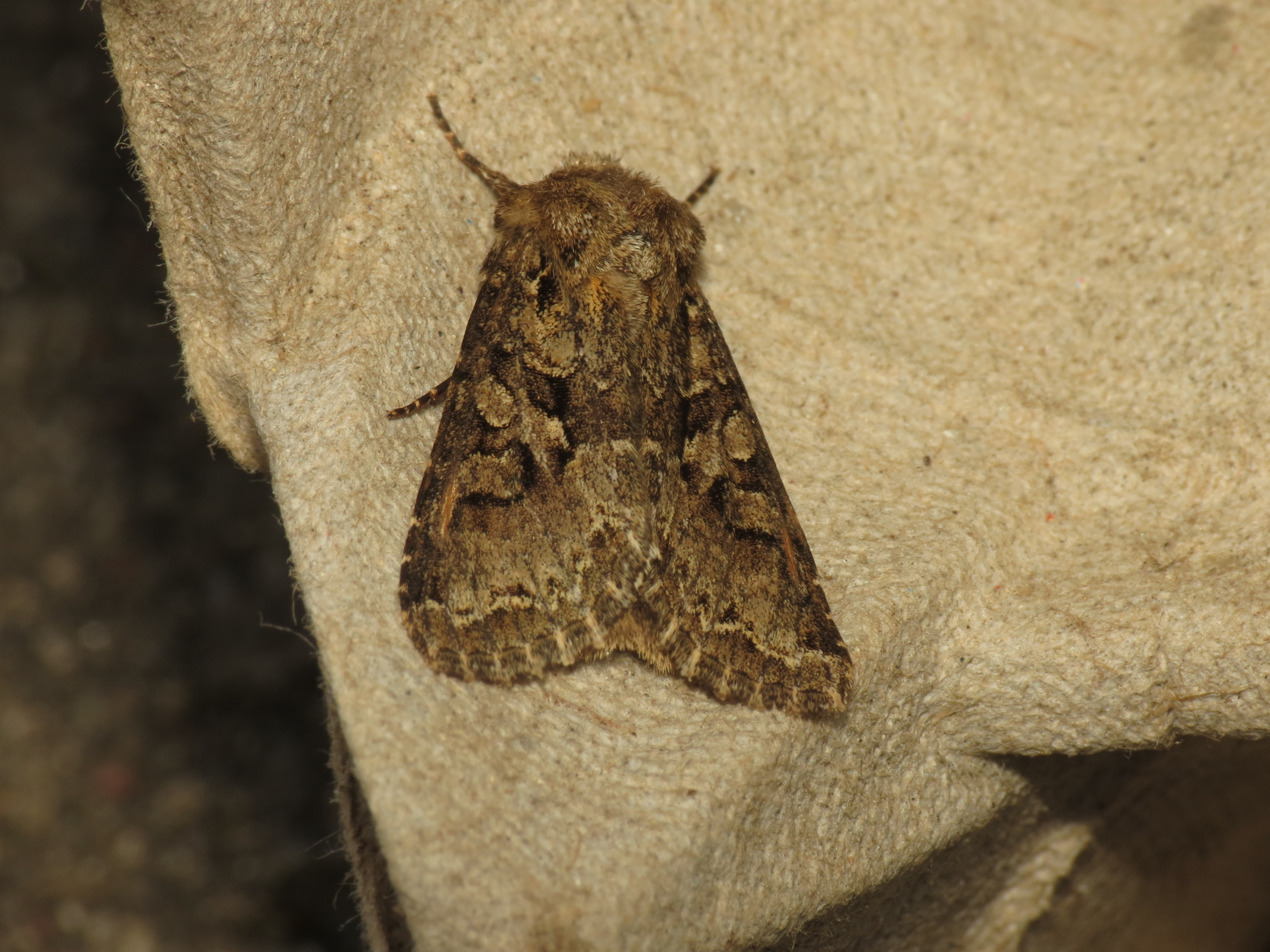
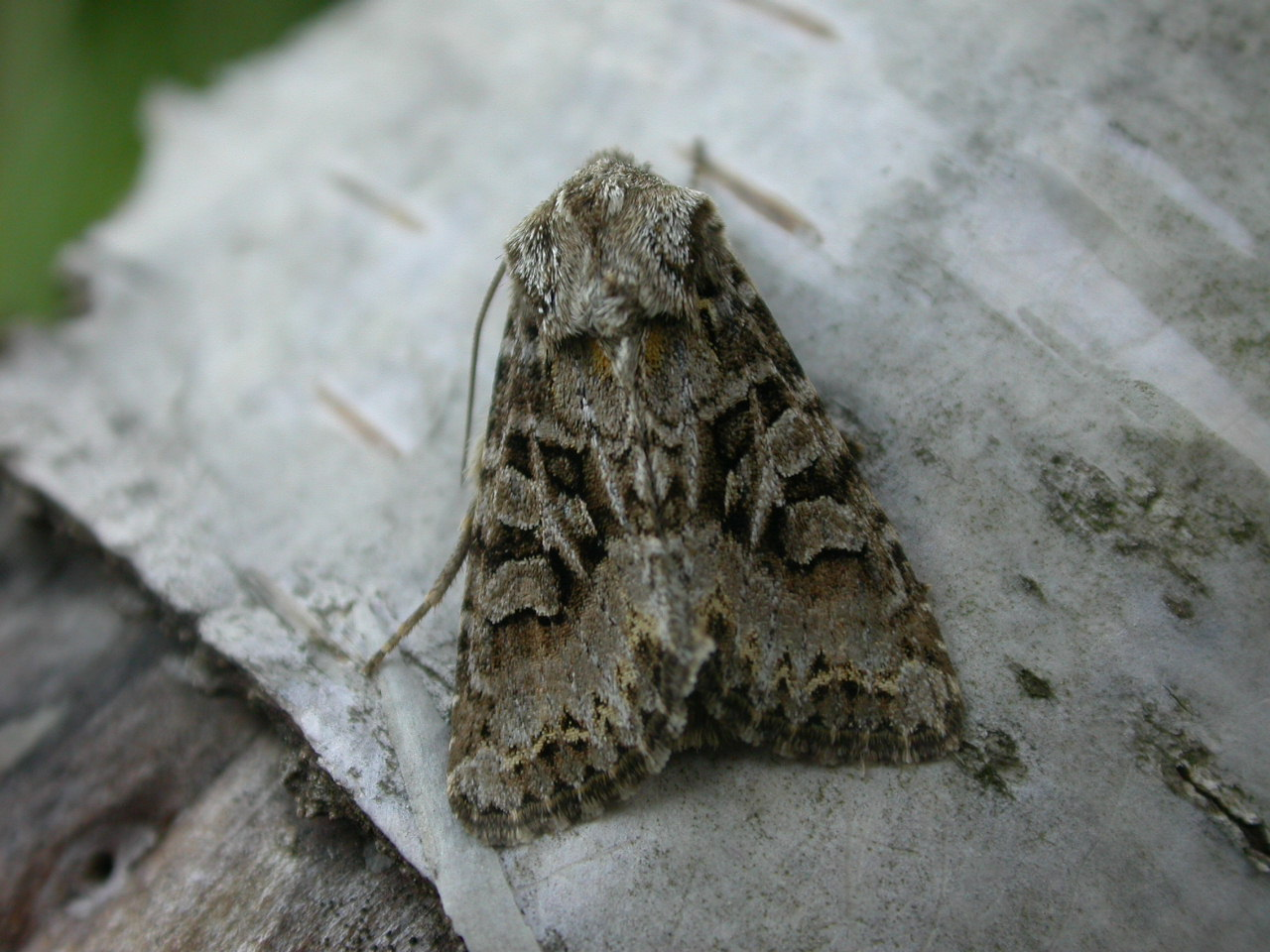
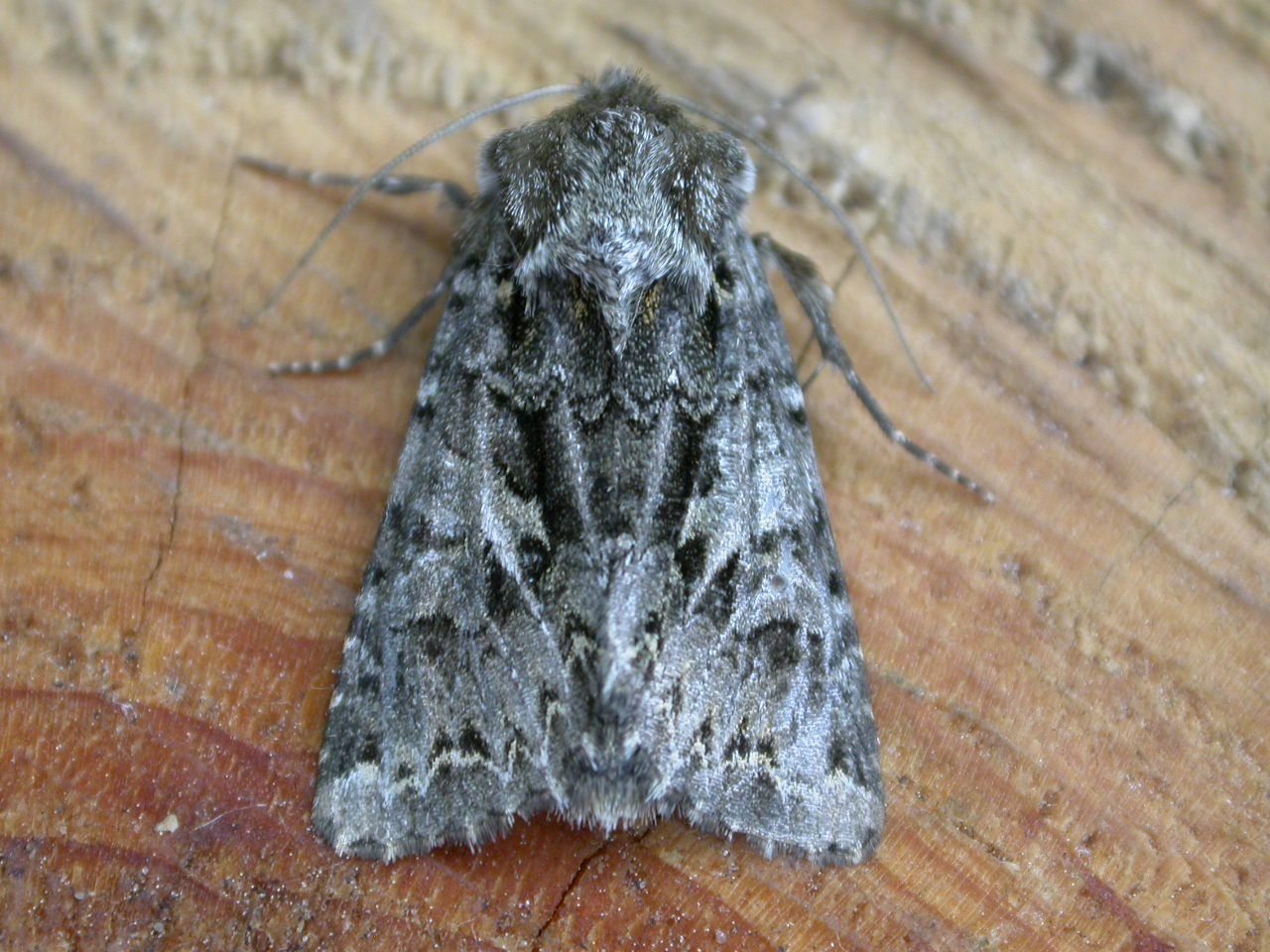